# Club Atlético Atlas

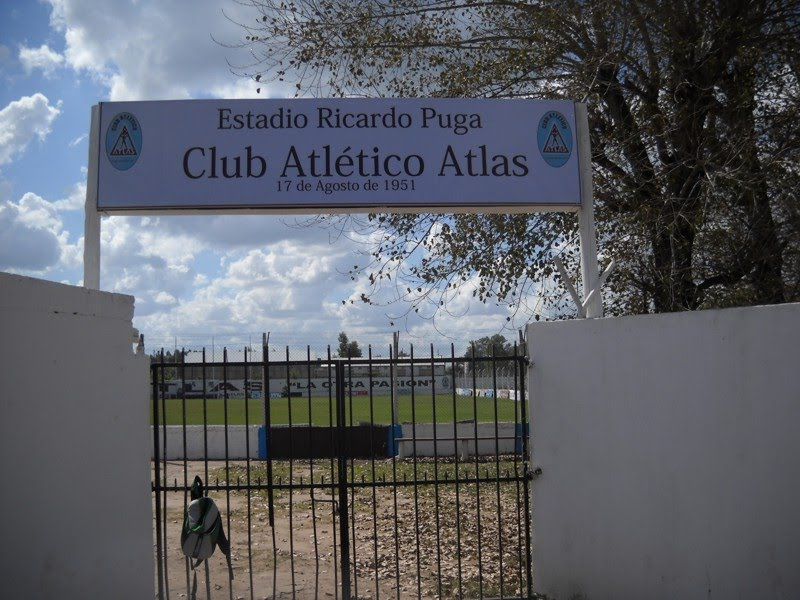
Entrada do clube

O Club Atlético Atlas, simplesmente chamado por Atlas e apelidado como Marrón é um clube de Futebol argentino do bairro de General Rodriguez, em Buenos Aires. Atualmente, disputa a Primera D. Campeonato que corresponderia à Quinta Divisão Argentina. Fundado em 1951, o clube só foi ganhar reconhecimento internacional quando foi sacramentado duas vezes a pior equipe do mundo e quando aceitou realizar junto à Fox Sports um documentário sobre o próprio clube em sua nova era, conhecida como "La Otra Pasión".

## História
O clube só foi atingir a primeira posição de algum torneio em sua história em 2005, durante o primeiro turno da Primera D. Nesse mesmo ano, esteve muito perto de ser promovido à Primera C, porém foi derrotado pela Beraztegui, eliminando suas chances de atingir esse posto inédito. Em 2004, chegou a ser desfiliado pela AFA devido aos maus resultados sendo um dos primeiros clubes da história do Futebol a ser rebaixado de time profissional a amador. Novamente em 2011, sob o comando de Néstor Retamar, o mesmo  que treinou a equipe na boa campanha de 2005, o Atlas teve novamente a chance de subir pela primeira vez para a Primera C, mas acabou sendo derrotado e confirmando sua permanência na Primera D.

## Títulos e Honrarias

### Internacionais
- Hexagonal de Montevideo (1): 1956[6]
- Torneo Corto de Montevideo (1): 1962[6]
- Copa Cambio Nelson - Buquebus (1): 2008[6]

### Nacionais
- Reducido Primera D-Primera C (1): 2010-2011
- Copa Estadio Alberto J. Armando (1): 2007
- Cuadrangular La Voz del Pueblo (1): 2009

## Últimas Campanhas
- 2004-2005: Inativo
- 2005-2006: Primera D (5° Lugar)
- 2006-2007: Primera D (8° Lugar)
- 2007-2008: Primera D (12° Lugar)
- 2008-2009: Primera D (10° Lugar)
- 2009-2010: Primera D (11° Lugar)
- 2010-2011: Primera D (2° Lugar)
- 2011-2012: Primera D (Em Disputa)

## Elenco Atual
Nota: Bandeiras indicam equipe nacional, conforme definido pelas regras de elegibilidade da FIFA. Os jogadores podem ter mais de uma nacionalidade não-FIFA.
| N.º |           | Posição | Jogador          |
| --- | --------- | ------- | ---------------- |
| 1   | Argentina | G       | Lucas Ponzio     |
| 23  | Argentina | G       | Marcelo Sánchez  |
| 2   | Argentina | D       | Jonathan Enrique |
| 3   | Argentina | D       | Adrián Ugarriza  |
| 5   | Argentina | D       | Damián Achucarro |
| 6   | Argentina | D       | Lucas Vallejos   |
| 13  | Argentina | D       | Gustabo Godoy    |
| 14  | Argentina | D       | Gabriel Rejala   |
| 8   | Argentina | M       | César Rodríguez  |

| N.º |           | Posição | Jogador                   |
| --- | --------- | ------- | ------------------------- |
| 11  | Argentina | M       | Matías Alcaraz            |
| 10  | Argentina | M       | Gonzalo Romero            |
| 15  | Argentina | M       | Ariel Bogado              |
| 9   | Argentina | A       | Wilson Severino (Capitão) |
| 22  | Argentina | A       | Néstor Leguiza            |
| 24  | Argentina | A       | Germán León               |

## Estádio
Fundada em 1954,a casa do Club Atlético Atlas é o acanhado Ricardo Purga, nome do construtor e fundador do estádio e do clube. Porta 2.500 espectadores. Atualmente, sobre tutela da Prefeitura Porteña, o estádio passa por reformas, e vão sendo instaladas tribunas visitantes e cabines de imprensa. Além de um gramado com melhores condições. Já passou por uma reforma em 2006 privatizada, quando recebeu sistema de eletricidade e energia e ampliamento das arquibancadas.